# 2015 (przedsiębiorstwo)
2015, Inc. – producent gier komputerowych założony w 1997 przez Toma Kudirkę. Siedziba 2015 znajduje się w Tulsie w Oklahomie. Studio jest twórcą m.in. gry Medal of Honor: Allied Assault.

## Gry wyprodukowane przez 2015
- SiN: Wages of Sin (1999, PC)[2]
- Medal of Honor: Allied Assault (2002, PC)[1]
- Men of Valor (2004, PC, Xbox)[1]